# Captrain France
Cet article concerne l'entreprise française anciennement appelée Voies ferrées locales et industrielles. Pour le réseau européen de fret ferroviaire, voir Captrain (réseau).
Captrain France — anciennement Voies ferrées locales et industrielles (VFLI) — est une entreprise ferroviaire française. Filiale de la Société nationale des chemins de fer français (SNCF), elle fait partie de Rail Logistics Europe, le pôle fret et logistique ferroviaire du groupe SNCF.

## Présentation
Son actionnaire est Captrain Holding qui est une filiale de Transport et Logistique Partenaires, elle-même filiale de SNCF Participations.
Au sein du groupe SNCF, Captrain France fait partie de Rail Logistics Europe.
Captrain France exerce son activité sur trois marchés principaux :
- fret ferroviaire : trains complets réguliers et trains spots sur le réseau ferré national et en Europe avec le réseau Captrain, dessertes de proximité ;
- sites industriels et exploitation d'installations terminales embranchées (ITE) : opérations de logistique ferroviaire, chargement et déchargement sur des sites industriels ;
- chantier travaux : traction et pilotage de trains sur des sites de travaux et chantiers ferroviaires avec du personnel et locomotives.

En outre, Captrain France dispose de deux centre de formation — à Autun et à Creutzwald — agréés par l'Établissement public de sécurité ferroviaire (EPSF).
La société opère 2 200 trains par mois et transporte 12 millions de tonnes de marchandises par an.

## Histoire

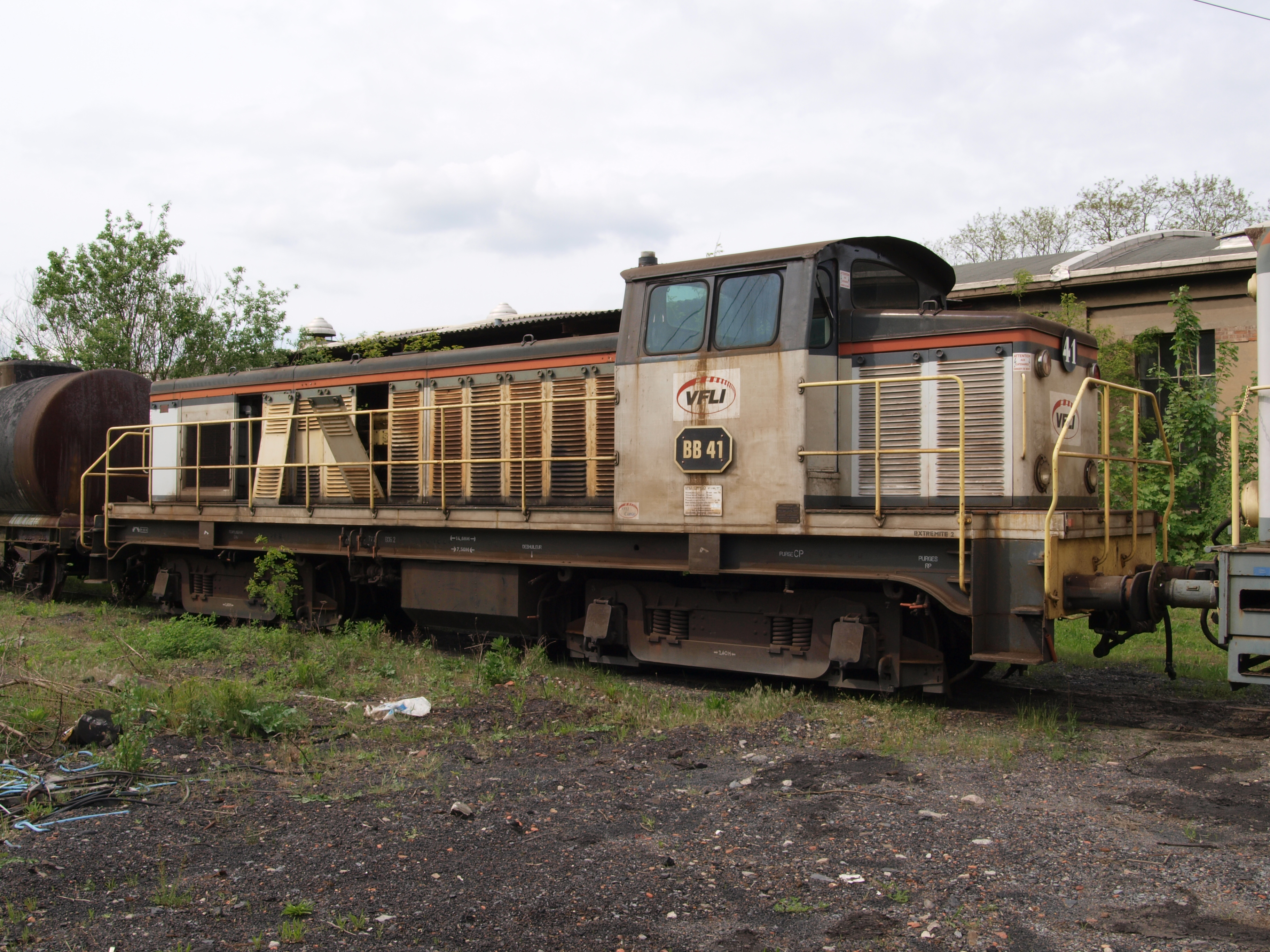
Ancienne locomotive VFLI à Petite-Rosselle.

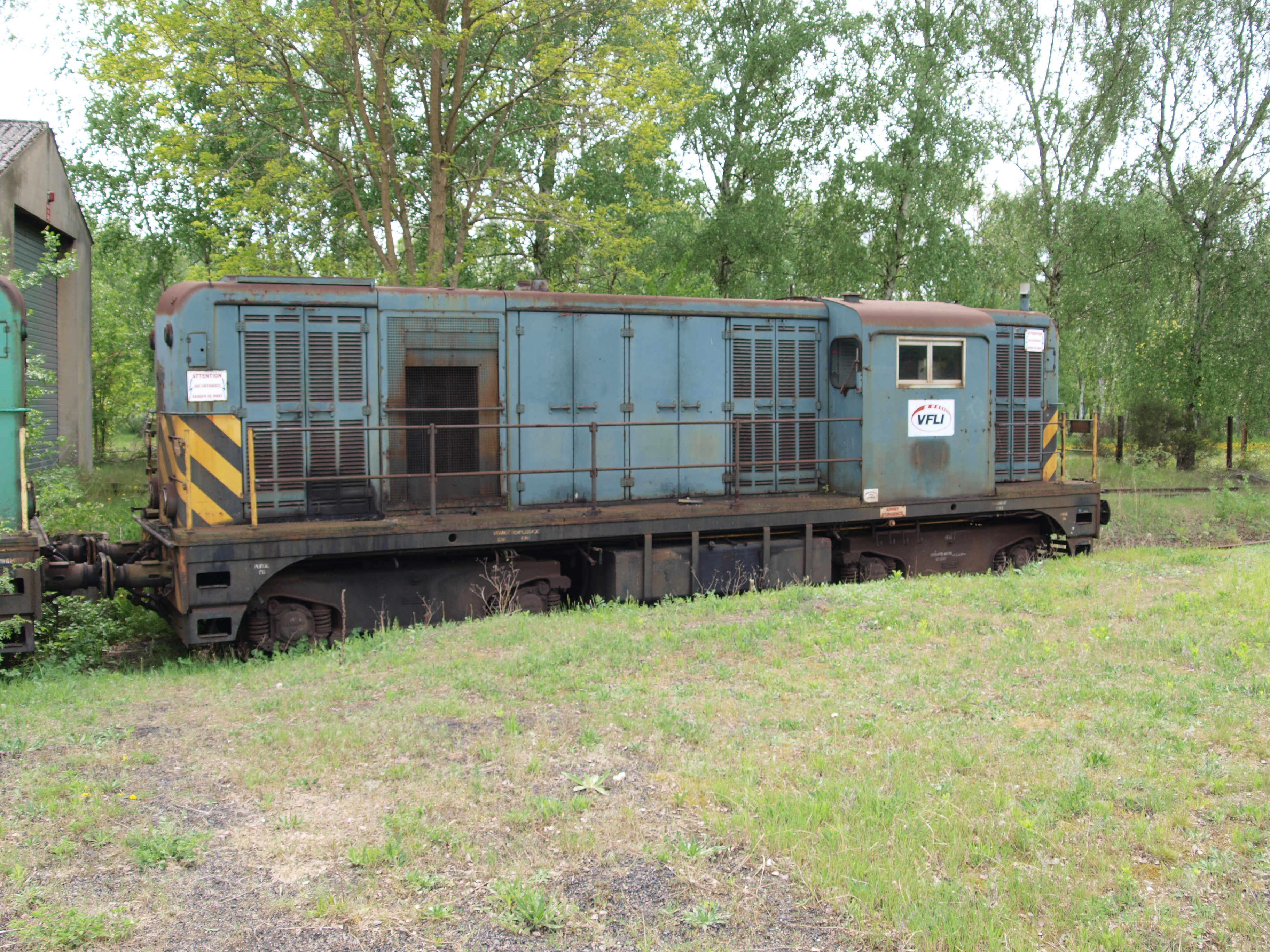
Ancienne locomotive VFLI à Petite-Rosselle.

Ancien logo de VFLI.

Dans les années 1990, la SNCF réfléchit à la mise en place d'un nouveau service de fret ferroviaire en baissant les coûts de production. En 1997, elle acquiert les Voies ferrées des Landes (VFL) ainsi que l’exploitation de la ligne Hondouville - Acquigny. La société Voies ferrées locales et industrielles (VFLI), filiale de la SNCF, est créée le 1er janvier 1998 sur la base des deux réseaux précédents.
En 1999, l’exploitation du réseau ferré des Mines de potasse d'Alsace (MDPA) est confiée à VFLI.
En 2000, VFLI reprend l’exploitation du trafic voyageurs sur la ligne Avallon - Autun et fret sur la ligne Étang-sur-Arroux - Autun - Avallon - Cravant-Bazarnes.
En 2001, l'entreprise fait l’acquisition des activités ferroviaires des Houillères de Lorraine (HBL),, et exploite alors, sous le nom de VFLI Cargo, le réseau des HBL avec des transports réguliers de la cokerie de Carling vers l'aciérie Dillinger Hütte en Sarre.
L’année 2003 voit la création de Fertis, la filiale traction de VFLI qui opère notamment sur le chantier de la LGV Est européenne. La société Fertis est dissoute le 6 décembre 2007.
Une coentreprise appelée Voies ferrées du Morvan (VFM) est créée en 2006 pour reprendre l’activité exploitation de la Compagnie de chemins de fer départementaux (CFD).
Le 3 octobre 2007, VFLI obtient son certificat de sécurité lui permettant d'opérer comme entreprise ferroviaire, sur tout le réseau ferré national français. VFLI constitue alors la cinquième entreprise de fret ferroviaire en France après Fret SNCF, Europorte 2 (groupe Eurotunnel), Veolia Cargo et Euro Cargo Rail. Depuis le 5 octobre 2007, VFLI opère diverses relations régulières, dont une internationale entre Carling (France) et Dillingen (Allemagne).
En 2013, la part de marché de l'entreprise en France est estimée à 6 % et son chiffre d'affaires dépasse les 130 millions d'euros.
À compter du 1er janvier 2014, l’entreprise regroupe l’ensemble de ses filiales (GEMAFER, CFDI et l'IFEM) au sein d’une société unique achevant ainsi un processus de simplification juridique entamé en 2004.
La même année, le chiffre d'affaires de VFLI était de 133 millions d'euros (en hausse de 2 % par rapport à 2014). L'entreprise compte environ 900 salariés et détient 10 % de part de marché en France.
Le 1er juin 2018, VFLI rachète l'intégralité de l'entreprise Ecorail Transport.
Depuis le 26 octobre 2019, VFLI fait circuler une Stadler Euro Dual, la première locomotive bi-mode hybride (thermique et électrique) européenne. C'est le seul exemplaire roulant en France. L'Euro Dual transporte les bouteille d'eau de la marque Vittel entre Vittel et Arles. Sur ce trajet, cette locomotive permet des trafics 5 fois moins polluants ainsi qu'une baisse de 80 % d’émission de CO2. Les 600 km du trajet Vittel/Arles sont réalisés avec 95 % de traction électrique, ce qui représente environ 3 000 litres de diesel économisés sur chaque rotation.
Le 1er juillet 2020, Stéphane Derlincourt est nommé au poste de président de VFLI.
Le 1er janvier 2021, VFLI change de nom pour devenir Captrain France. Captrain est la marque de fret ferroviaire du groupe SNCF à l'international. Ce changement de nom s'inscrit dans une volonté d'être plus lisible avec un nom court et facile à comprendre dans toutes les langues. Il reflète également l'évolution de la société qui souhaite se développer à l'international.
En 2021, Captrain France détient 14% du marché ce qui en fait la deuxième entreprise de fret ferroviaire en France.

## Matériel moteur

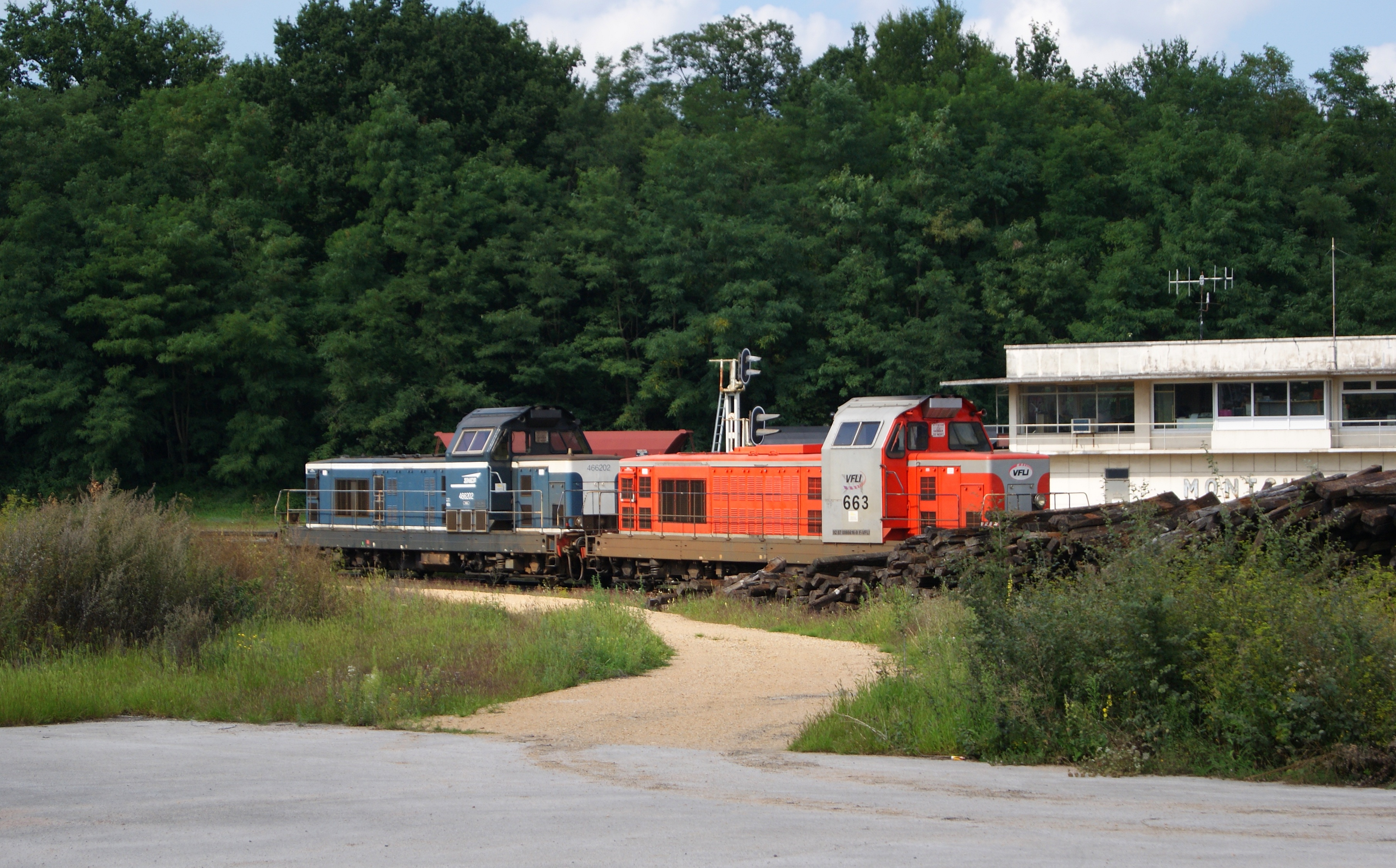
Locomotives BB 66616 VFLI et BB 66202 SNCF.

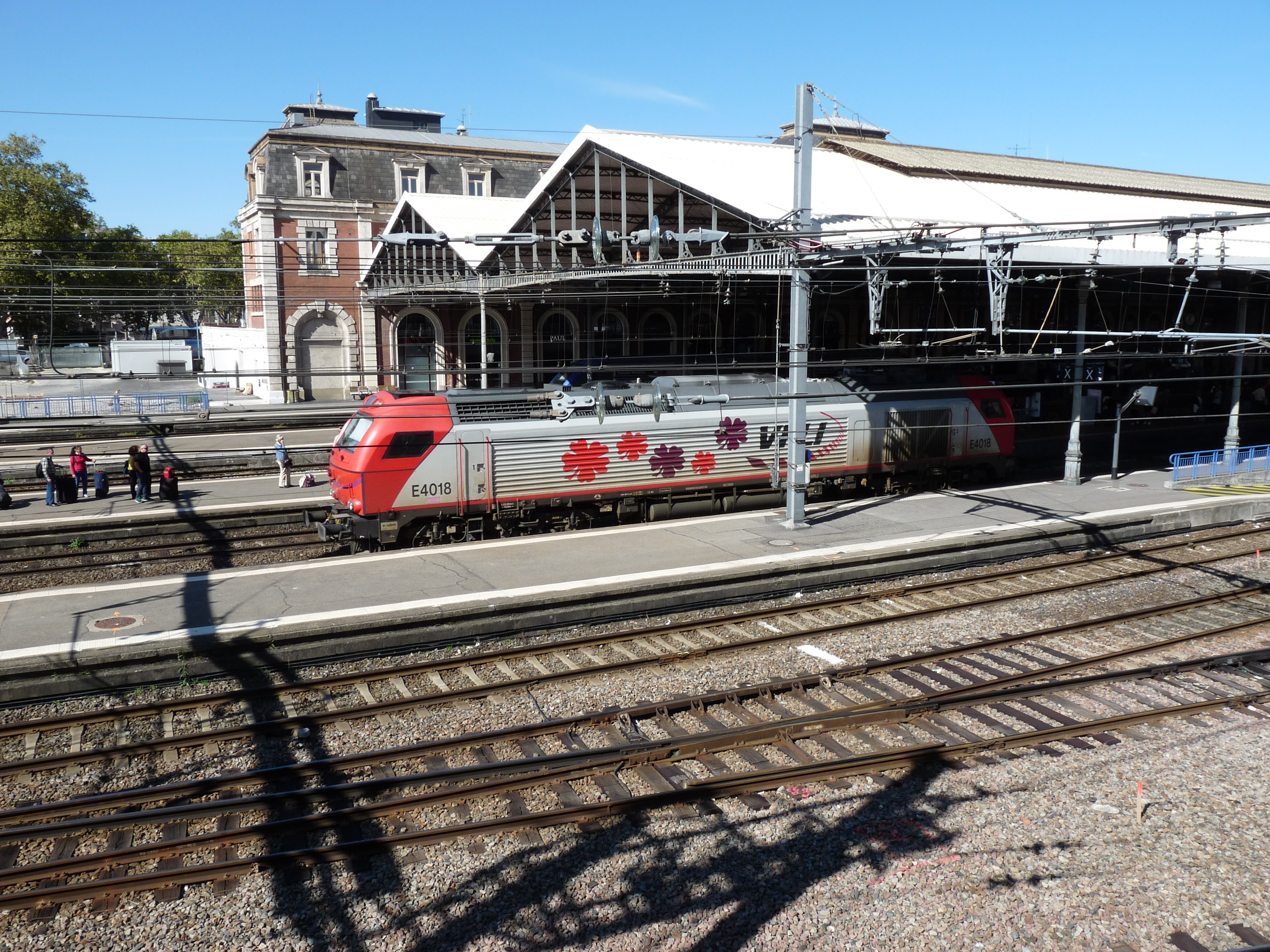
Locomotive CC E4018 VFLI.

VFLI dispose d'une centaine de locomotives dont certaines sont louées à Akiem. La plupart des engins de VFLI arborent une livrée à base de rouge et de gris avec un trèfle à cinq feuilles, symbole de l'entreprise. L'ancienne livrée VFLI était à base de gris souligné par une bande rouge/orange horizontale.
- BB 300 (ex BB 63000)
- BB 400 (BB 63500 modernisées)
- BB 27000
- BB 37000 / E37500
- BB 75000
- BB 61000/Vossloh G 1206 BB
- BB 66000/BB 66600
- 17 Vossloh Euro 4000[9]
- 1 Stadler Euro Dual
- 12 Stadler Euro 4001
- Y 8000

En 2018, l'entreprise commande 12 Euro 4001 de Stadler Rail et une EuroDual (diesel et électrique), les Euro 4001 étant uniquement diesel. Ces engins sont destinés à une utilisation en France et Belgique.